# Альзира
«Альзира» (итал. Alzira) — опера Джузеппе Верди в двух действиях с прологом, написанная на либретто Сальваторе Каммарано, по мотивам одноимённой пьесы Вольтера.
Премьера состоялась 12 августа 1845 года, в неаполитанском театре Сан-Карло. Отзывы об опере различались, и после премьеры в том же составе прошло лишь четыре представления.

## История создания
Завершив работу над «Жанной д`Арк», Верди приступил к «Альзире» по приглашению Винческо Флауро, импресарио театра Сан-Карло в Неаполе, написать для этого коллектива оперу; это предложение являлось следствием успеха другой оперы Верди «Эрнани». Одним из достоинств этого предложения была возможность для Верди работать вместе с основным либреттистом Италии того времени. Сальваторе Каммарано писал для многих известных композиторов, включая Доницетти, для которого он создал «Лючию ди Ламмермур». Издатель Джованни Риккорди выступил в качестве агента, и договор был заключён на правах Верди, так что он имел возможность получить на одну треть больше, чем за «Ломбардцев».
Верди получил от Каммарано краткое изложение сюжета, предмет которого был не тот, о котором он думал. Но, как отмечает Будден, он занял пассивное положение, впечатлённый от возможности работать с таким либреттистом. В письме от 23 февраля 1845 года Верди выразил уверенность, что «трагедия Вольтера станет отличной мелодрамой», а также надежду, что либреттист «вложит в либретто подлинную страсть», а он, Верди, напишет соответствующую музыку. Вероятно, что в более ранней переписке Каммарано прислал несколько образцов стихов из либретто, так как в письме от 23 февраля Верди просит прислать ещё: «Я убедительно прошу вас прислать мне как можно скорее стихи. Мне незачем просить вас писать лаконично, вы лучше меня знаете театр». Характерное для Верди требование краткости проявилось уже на раннем этапе его карьеры.
Либретто оказалось приемлемым для Верди; он был «очень доволен» им. Однако религиозное и политическое содержимое пьесы Вольтера было сведено к минимуму, и противостояние разных вероисповеданий, цивилизаций и миров было сведено к варианту вечного треугольника. Хотя весной 1845 года здоровье Верди пошатнулось, он смог приехать на одну из июльских репетиций в Неаполе. В письме от 30 июля он выражает мнение, что опера будет хорошо принята, но также отмечает: «Если она провалится, это не сильно огорчит меня».

## Постановки
Открытость постановки дала повод к положительной рецензии в неаполитанской Gazzetta Musicale. Однако общая реакция на оперу в Неаполе не была позитивна, ещё хуже «Альзиру» восприняли после постановки в Риме в ноябре 1845 года. Отзывы о постановке в Ла Скала в 1846 году были настолько отрицательны, что из всех опер Верди такое отношение было только к провалившейся в 1840 году опере «Король на час». Опера была поставлена ещё раз на весеннем карнавале 1847 года в Ферраре, после чего покинула театральный репертуар до постановок, в основном концертных, в XX веке.

## Действующие лица
| Роль                                                | Голос         | Исполнитель на премьере, 12 августа 1845 года |
| --------------------------------------------------- | ------------- | --------------------------------------------- |
| Альваро, отец Гусмано, изначально губернатор Перу   | бас           | Марко Арати                                   |
| Гусмано, губернатор Перу                            | баритон       | Филипо Коллети                                |
| Овандо, испанский герцог                            | тенор         | Чечи                                          |
| Заморо, вождь инков                                 | тенор         | Гаетано Фрашини                               |
| Аталиба, вождь инков                                | бас           | Мишель Бенедетти                              |
| Альзира, дочь Аталибы                               | сопрано       | Евгения Тадолини                              |
| Зума, её служанка                                   | меццо-сопрано | Мария Сальветти                               |
| Отумбо, американский воин                           | тенор         | Франческо Росси                               |
| Испанские офицеры и солдаты, американцы обоих полов |               |                                               |

## Сюжет
Место действия: Перу
Время действия: XVI век

### Пролог: Пленный
Перуанские индейцы собрались на площади, чтобы казнить пленённого ими испанского губернатора Альваро. Неожиданно появляется инка Заморо и просит их освободить узника; они выполняют его просьбу.
Заморо, которого все считали мёртвым, рассказывает, как он был взят в плен и подвергнут пыткам Гусмано, предводителем испанцев (Un Inca, eccesso orribile / «Инка… о ужас!»). Отумбо же рассказывает Заморо, что Альзира, его возлюбленная, вместе со своим отцом Аталибой, находится в плену у испанцев; Заморо призывает индейцев к восстанию: Risorto fra le tenebre / «Восстав из мёртвых…»).

### Действие 1: Жизнь за жизнь
Сцена 1: Главная площадь Лимы
Альваро объявляет, что, в связи с возрастом и немощью, он решает передать губернаторские права своему сыну Гусмано, который утверждает, что его первой целью станет мир с инками и что для этого он собирается жениться на Альзире. Аталиба соглашается поддерживать нового губернатора, но предупреждает, что его дочь Альзира ещё не готова выйти замуж за Гусмано: её жених Заморо умер совсем недавно. Он, уверяя, что понимает это (Eterna la memoria / «Непрерывные воспоминания о безумной любви тяготят её…»), просит Аталибу сделать всё, чтобы убедить девушку на свадьбу (Quanto un mortal può chiedere / «Всё, о чём может попросить человек…»)
Сцена 2: Покои Аталибы во дворце губернатора
В это время Альзира спит, всё ещё мечтая о Заморо. Она рассказывает девушкам, разбудившим её, о своём тревожном сне, в котором напугал её Гусмано (Da Gusman sul fragil barca / «Я убежала от Гусмано на хрупкой лодочке»), а Заморо спас; хоть он и умер, но она всё ещё любит его (Nell’astro che più fulgido / «На той звезде, что ярче всех сияет в ночи, живёт Заморо»). Появившийся Аталиба пытается убедить дочь выйти за Гусмано, однако безуспешно, пока вдруг не входит Заморо. Сначала Альзира думает, что это призрак, но постепенно убеждается в том, что её любимый ещё жив. Они вместе поют о своей любви (Risorge ne' tuoi lumi l’astro de' giorni miei! / «В твоих глазах снова всходит звезда моей жизни!».)
Входит Гусмано и, увидев пару вместе, приказывает немедленно схватить и казнить Заморо. Затем следует секстет Nella polve genuflesso, в котором каждый из персонажей выражает свои чувства: «Альваро умоляет сына быть милосердным; Гусмано упрямится и не соглашается на помилование, Альзира […] сетует на свою судьбу и краткотечность счастья; Заморо выражает веру в её постоянство; Зума и Талиба — своё отчаяние».
Когда приходят вести о вторжении инков в Лиму, Альваро подтверждает, что Заморо спас его от верной гибели; Гусмано приказывает освободить пленника, чтобы тот отправился и сражался на стороне своих солдат («Иди на поле боя, там мы встретимся снова!»).

### Действие 2: Месть дикаря
Сцена 1: Крепость в Лиме
Заморо возглавлял атаку на конквистадоров и попал в плен. Гусмано обрекает его на гибель, но, так как Альзира умоляет его пощадить Заморо, обещает помиловать пленника при условии, что девушка выйдет замуж за нового губернатора. Нехотя она соглашается (Гусмано: Colma di gioia ho l’anima! / «Моя душа достигла вершины радости»).
Сцена 2: Пещера неподалёку от Лимы
Остатки потерпевших поражение индейцев вынуждены скрываться; они обсуждают слухи о том, что Заморо удалось бежать из плена, переодетым в форму испанского солдата. Вскоре он появляется в отчаянии (Irne lungi ancor dovrei / «Должен ли я ещё раз уходить отсюда, беглец, с грузом позора на плечах?»). Услышав от своих товарищей, что Альзира согласилась выйти замуж за Гусмано и что уже идёт подготовка к церемонии, он решает отомстить (Non di codarde lagrime / «Сейчас время не трусливых слёз, а крови!»). Он отправляется во дворец.
Сцена 3: Огромный зал во дворце губернатора
Начинается свадьба Альзиры и Гусмано, но во время церемонии испанский солдат бросается на жениха и вонзает в него нож. К удивлению Альзиры, это Заморо. Перед смертью Гусмано рассказывает ему, что Альзира согласилась выйти замуж, только чтобы уберечь любимого от смерти. Он прощает Заморо, благословляет его союз с Альзирой, получает последнее благословение от отца и умирает.

## Оркестровка
«Альзира» написана для пикколо, двух флейт, двух гобоев, двух кларнетов, двух фаготов, четырёх рогов, двух труб, трёх тромбонов, цимбассо, литавр, большого барабана и тарелок, малого барабана, треугольника, закулисного барабана, арфы и струнных.